# 加尔瓦鲁利
加尔瓦鲁利，是西班牙拉里奥哈自治区的一个市镇。总面积15平方公里，总人口61人（2001年），人口密度4人/平方公里。